# فیلوستراتوس
فیلوستراتوس یا لوسیوس فلاویوس فیلوستراتوس(زبان یونانی: Φλάβιος Φιλόστρατος) (۱۷۰/۱۷۲ – ۲۴۷/۲۵۰) از سوفیست‌های یونانی در دوره امپراطوری روم بود. پدر او سوفیستی به همان نام بود. او احتمالاً در سال ۱۱۷ متولد شد. بنا به کتاب سودا او در حکومت فیلیپ عرب می‌زیست و در احتمالاً در سال ۲۵۰ در شهر صور مرده است.

## آثار منسوب به وی
- زندگی آپولونیوس تیانایی

- حیات سوفسطائیان

- گیمناستیکوس

- هروئیکوس

- اپیستولائه